# Region Narodów, Narodowości i Ludów Południa
Region Narodów, Narodowości i Ludów Południa (amh. ደቡብ ብሔሮች ብሔረሰቦችና ሕዝቦች ክልል, często określany skrótem SNNPR) – jeden z regionów administracyjnych w południowej części Etiopii, z siedzibą władz w mieście Auasa. Po utworzeniu w latach 90. XX w. graniczył z Kenią na południu, Sudanem Południowym na południowym zachodzie, Regionem Ludów Gambeli na północnym zachodzie i regionem Oromia na północy i wschodzie. W 2020 został wydzielony z niego Region Sidama, a w 2021 Region Ludów Etiopii Południowo-Zachodniej
Region w 2015 liczył 18,3 mln mieszkańców i zajmował powierzchnię 105 476 km², ale po wyodrębnieniu z niego 2 nowych regionów, jego powierzchnia zmniejszyła się do 54 400 km². Według spisu z 2007 roku 90% ludności to mieszkańcy wsi i tylko 10% mieszka w miastach, co sprawia, że SNNPR jest najbardziej wiejskim regionem w Etiopii.
- Skład etniczny: ponad 45 różnych plemion i ludów,
- Języki: sidamo 19,6%, wolaita 10,5%, hadija 8,0%, gurage 7,1%, gamo (6,9%), kafa 5,4% i amharski (4,1%).
- Religie: protestantyzm (55,5%), Etiopski Kościół Ortodoksyjny (19,9%), islam (14,1%), religie plemienne (6,6%) i katolicyzm (2,4%)[2].

Większość ludności regionu utrzymuje się z rolnictwa i pasterstwa. Najważniejszą rośliną uprawną jest kawa, ponadto uprawia się teff, kukurydzę, ziemniaki i pszenicę.
Rzeka Omo dzieli region na część wschodnią i zachodnią. Położony jest na wysokości od 376 do 4207 metrów nad poziomem morza. 56% obszaru regionu znajduje się w zasięgu klimatu gorącego, nazywanego tutaj kolla. Część regionu położona wyżej (powyżej 1500 metrów) znajduje się w bardziej umiarkowanej strefie klimatycznej. Opady sięgają od 500 do 2200 mm. Intensywność opadów wzrasta wraz z przesuwaniem się z południa na północ. Przeciętna temperatura sięga od 15 do 30 °C.
Znajdują się tu bogate złoża mineralne, m.in.: złoto, węgiel, żelazo i azbest. Region jest także stosunkowo zasobny w wodę, co w Etiopii ze względu na katastrofalne susze jest bardzo ważne.

## Plemiona
Większe plemiona według spisu z 2007 roku:
| Grupa etniczna | Język         | Procent ludności |
| -------------- | ------------- | ---------------- |
| Sidama         | Język sidama  | 19,38%           |
| Wolaita        | Język wolaita | 10,59%           |
| Hadija         | Język hadija  | 7,98%            |
| Gurage         | Język gurage  | 7,54%            |
| Gamo           | Język gamo    | 7,0%             |
| Kaffa          | Język kafa    | 5,44%            |
| Silte          | Język silte   | 5,37%            |

## Podział administracyjny (2019)

Mapa regionów i stref Etiopii.

Region SNNPR w 2019 podzielony był na 14 stref i 4 woredy specjalne. W sumie obejmuje 131 wored, 22 miasta administracyjne, 3602 wiejskie kebele i 324 miejskie kebele. Kebele było najmniejszą jednostką administracyjną.
Strefy
- Strefa Bench Maji
- Strefa Dawro
- Strefa Debub Omo
- Strefa Gamo Gofa
- Strefa Gedeo
- Strefa Gurage
- Strefa Hadija
- Strefa Keffa
- Strefa Kembata Tembaro
- Strefa Ludowa Obszaru Segen
- Strefa Szeka
- Strefa Sidama
- Strefa Silt’e
- Strefa Wolaita

Woredy specjalne
- Alaba
- Basketo
- Konta
- Yem